# 78 Herculis
78 Herculis är en vit stjärna i huvudserien i Herkules stjärnbild.
Stjärnan har visuell magnitud +5,65 och är svagt synlig för blotta ögat vid god seeing. Den befinner sig på ett avstånd av ungefär 265 ljusår.